# Сен-Роман
Сен-Рома́н (или Ла-Руссо, Saint Roman, La Rousse (фр. La Rousse-Saint-Roman)) — один из современных районов Княжества Монако. Образовался в результате деления городского района Монте-Карло. Площадь — 105 189 м². Население 3102 чел. (по данным на 2008 г.).